# 四十二億九千四百九十六万七千二百九十五角形
四十二億九千四百九十六万七千二百九十五角形（4,294,967,295かくけい、よんじゅうにおくきゅうせんよんひゃくきゅうじゅうろくまんななせんにひゃくきゅうじゅうごかっけい）は、多角形の一つで、4,294,967,295本の辺と4,294,967,295個の頂点を持つ図形である。内角の和は773,094,112,740°、対角線の本数は9,223,372,026,117,357,570本である。
正4,294,967,295角形は定規とコンパスで作図できることが知られている。正n 角形が定規とコンパスで作図できるのは、n が2の冪と相異なるフェルマー素数の積、すなわち
n = 2mFaFb…Fc（Fa , Fb , … ,Fc は全て異なるフェルマー素数、m は非負整数）
の形であること場合のみであることが知られている。フェルマー素数は3, 5, 17, 257, 65537の5つのみが発見されており、より大きなフェルマー素数が存在するかは分かっていないが、もしフェルマー素数がこの5つだけであるならば、4,294,967,295 = 3×5×17×257×65537は作図可能な正奇数角形のうちで辺の個数が最大のものということになる。
以下、正4294967295角形について記述する。

## 性質
正4294967295角形の形状は、辺の数が非常に多いためほとんど真円と見分けが付かない。正4294967295角形の中心角と外角の大きさは
{\displaystyle {\frac {360^{\circ }}{4294967295}}\approx 8.389\times 10^{-8\ \circ }\approx 0.0003''}
である。半径 1 の円に内接する正4294967295角形の面積は、
{\displaystyle {\frac {4294967295}{2}}\sin {\frac {2\pi }{4294967295}}\approx 3.141592653589793237}
で、円の面積である円周率に極めて近く、小数第17位まで一致する。一辺の長さは
{\displaystyle 2\sin {\frac {\pi }{4294967295}}\approx 1.462918\times 10^{-9}}
である。例えば、半径1000キロメートルの円に内接する正4294967295角形の一辺の長さは1.5ミリメートル弱しかない。さらに、地球を半径6378キロメートル（地球半径参照）の真球と見なして、その大円（例えば赤道）に内接する正4294967295角形を考えたとしても、その一辺の長さは1センチメートルに満たない。

## 作図可能性
4294967295 は
{\displaystyle 2^{2^{5}}-1}
の形で表され、その素因数分解は
{\displaystyle 3\times 5\times 17\times 257\times 65537}
と、知られているフェルマー素数全ての積である。カール・フリードリヒ・ガウスが明らかにしたところによると、正 n 角形が作図可能であるための必要十分条件は、n が2の冪と相異なるフェルマー素数の積、すなわち
{\displaystyle n=2^{m}F_{a}F_{b}\cdots F_{c}\quad (F_{a},F_{b},\cdots ,F_{c}} は相異なるフェルマー素数、{\displaystyle m} は非負整数)
の形で表されることである。ゆえに、65537 より大きなフェルマー素数が存在しないという予想がもし正しければ、正4294967295角形は作図可能な正奇数角形のうちで辺の個数が最大のもの、ということになる。
正4294967295角形がコンパスと定規で作図可能であることは、1の原始4294967295乗根（のひとつ）
{\displaystyle \cos {\frac {2\pi }{4294967295}}+i\sin {\frac {2\pi }{4294967295}}\approx (1-1.07006\times 10^{-18})+1.462918\times 10^{-9}i}
の実部と虚部が共に、有理数から始めて四則および平方根を取る操作を有限回組み合わせて表現できることを意味する。
正4294967295角形を実際に作図する手順は膨大なものになるが、理論的には以下のように考えればよい。例えば、正3角形と正5角形の作図ができれば、正15角形が作図できる。実際、円周を3等分することも5等分することもできれば、15等分することもできる。同様に、正15角形と正17角形の作図ができれば、正255角形の作図ができる。以下同様。よって、正多角形の作図は正素数角形の作図に帰着され、正素数角形の作図が本質的に難しい部分である。